# Epopella simplex
Epopella simplex is een zeepokkensoort uit de familie van de Austrobalanidae.